# أدريان دانتلي
أدريان دانتلي (بالإنجليزية: Adrian Dantley) مواليد 28 فبراير 1955 في واشنطن العاصمة، هو لاعب كرة سلة أمريكي سابق. يبلغ طوله 6 قدم 5 بوصة (2.0 م).

## فرق لعب لها
- إنديانا بايسرز
- لوس أنجلوس ليكرز
- يوتاه جاز
- ديترويت بيستونز
- دالاس مافيريكس
- ميلووكي باكز

## الميداليات
| الميدالية | المسابقة                       |
| --------- | ------------------------------ |
| ذهبية     | الألعاب الأولمبية الصيفية 1976 |

## روابط خارجية
- أدريان دانتلي على موقع الاتحاد الدولي لكرة السلة (الإنجليزية)
- أدريان دانتلي على موقع إن بي أي (الإنجليزية)
- أدريان دانتلي على موقع سبورتس رفرنس (الإنجليزية)
- أدريان دانتلي على موقع كلية كرة السلة في سبورتس رفرنس.كوم (الإنجليزية)
- أدريان دانتلي على موقع ريلجم (الإنجليزية)
- أدريان دانتلي على موقع بروبوليرز (الإنجليزية)
- أدريان دانتلي على موقع سبورتس رفرنس (الإنجليزية)
- أدريان دانتلي على موقع سبورتس رفرنس (الإنجليزية)
- أدريان دانتلي على موقع أوليمبيديا (الإنجليزية)